# مرقس الخامس (بابا الإسكندرية)
مرقس الخامس، بابا الإسكندرية وبطريرك الكرازة المرقسية للأقباط الأرثوذكس رقم 98، أصله من قرية البياضية التابعة لأسيوط. وأقام بطريركاً لمدة 16 سنة وشهران و9 أيام، في الفترة من 30 يونيو 1603 م حتى 9 سبتمبر 1619 م، وتوفي. وخلا الكرسي بعده ستة أيام فقط.